# Queen Victoria (schip, 2007)
De Queen Victoria is een cruiseschip van de Cunard Line, genoemd naar koningin Victoria. Het schip vertrok op 11 december 2007 uit de thuishaven Southampton in Engeland en deed op 12 december 2007 tijdens haar maidentrip de Wilhelminakade in de haven van Rotterdam aan tezamen met het zusterschip, de Queen Elizabeth 2. Zeebrugge was op donderdag 20 december de laatste haven van deze reis.
De buitenkant van de Queen Victoria toont grote gelijkenis met de Oosterdam. Ze behoren beide tot de Vista-klasse.

## Faciliteiten
De passagiers beschikken over drie zwembaden, twee buitenbaden en een binnenbad, zes bubbelbaden, een sauna, een fitnesscentrum en een stoombad. Daarnaast herbergt het schip vijf restaurants, bars, een bibliotheek, een theater en een casino. Voor kinderen is er speelgelegenheid. Aan boord is het mogelijk te leren dansen met professionele dansleraren en kan men een internetcursus volgen. Er is zelfs een groot schaakbord op een bovendek.

## Queen Victoriain Rotterdam

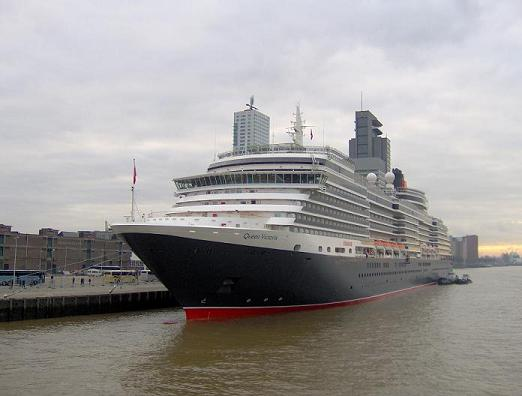
In Rotterdam

Op 14 december 2007 kwam de Queen Victoria samen met de Queen Elizabeth 2 naar Rotterdam. Rotterdam was de eerste haven die Queen Victoria aandeed op haar eerste reis. De bedoeling was dat de twee Queens samen aan de Wilhelminakade zouden liggen, maar omdat de Queen Victoria een nieuw schip is, durfde men dit niet aan. De Queen Elizabeth 2 moest naar de Heijplaat, tamelijk ver van het stadscentrum van Rotterdam, terwijl dit haar laatste reis naar Nederland was. De Queen Elizabeth 2 gaat als drijvend hotel dienstdoen in Dubai.